# Brüsszel fővárosi régió miniszterelnöke
A Brüsszel fővárosi régió kormányát a miniszterelnök vezeti, aki a regionális kormányzat vezetéséért felel a régiós parlament előtt. A helyhatósági választásokat követően 5 évre nevezik ki, 4 miniszterrel és 3 államtitkárral együtt.
A brüsszeli régió miniszterelnöke nem azonos a Brüsszeli Régió kormányzójával, sem Brüsszel város polgármesterével. A Brüsszel fővárosi régió egyike Belgium három alkotmányos régiójának és saját parlamenttel, valamint kormányzattal rendelkezik.

## A Brüsszel fővárosi régió miniszterelnökeinek listája
| Charles Picqué (első alkalommal)     | 1989. július 12. - 1999. július 15.  | PS  |
| Jacques Simonet (első alkalommal)    | 1999. július 15. - 2000. október 18. | PRL |
| François-Xavier de Donnéa            | 2000. október 18. - 2003. június 6.  | PRL |
| Daniel Ducarme                       | 2003. június 6. - 2004. február 18.  | MR  |
| Jacques Simonet (második alkalommal) | 2004. február 18. - július 19.       | MR  |
| Charles Picqué (második alkalommal)  | 2004. július 19. - napjaink          | PS  |